# Acmopyle sahniana
Espèce
Statut de conservation UICN

 CR B1ab(ii,iii,iv); C2a(i) : 
En danger critique
Acmopyle sahniana est une espèce de conifères de la famille des Podocarpaceae. On la trouve uniquement dans les Fidji. Elle est menacée par la destruction de son habitat.

## Distribution et habitat
Cette espèce se rencontre de manière éparse dans six endroits différents sur Viti Levu, la plus grande des îles Fidji.
Elle est inféodée aux forêts pluviales de basse altitude entre 375 et 950 m.